# 鄭可欣
鄭可欣（1987年11月27日—）為台灣女性配音員，舊名鄭雅之。

## 人物介紹
- 2011年，與紅棒製作團隊蘇振威、巫玉羚、蕭秀玲接受中廣新聞網專訪。[2][3][4]
- 2016年，與紅棒製作團隊蘇振威、巫玉羚、莊汶錡、蕭秀玲接受GAME LIFE遊戲攻略情報網專訪。[5]

## 配音作品
- 主要角色名稱以粗體顯示。
- 以下皆為國語配音。

### 台灣動畫
| 播映年份 | 作品名稱        | 配演角色  | 首播平台         | 備註 |
| -------- | --------------- | --------- | ---------------- | ---- |
| 2009     | 悠遊字在        | 鶯鶯 文同 | 新唐人亞太電視台 |      |
| 2015     | 天庭小子-小乾坤 | 小乾坤    | 新唐人亞太電視台 |      |

### 遊戲
- 《英雄紀元 Age of Heroes》：奧妮娜、厄賽拉、米莉爾、凱瑟琳、美洛莎
- 《蔓陀蘿 Mndora》：Mandora[6]
- 《姬甲少女》：庫茲涅佐夫、艾露娜、朱安、凱塞林、艾露星
- 《錘子三國》：曹植、孫魯班、貂蟬、孫尚香
- 《傳說對決》：菲尼克
- 《閃躍吧！星夢☆頻道》：萌黃繪萌、夢川唯(僅限第一季)、專屬角色強勢的聲音、七星艾菈、黑川鈴、幸瀨鳴、菈比莉、激川唯(星夢彩蛋二蛋為NPC方式登場，星夢彩蛋三蛋為即登場角色)

### 歐美實景秀
- 《驚險20刻》
- 《決戰ATM》

### 日本動畫
- 《影子籃球員》：桃井五月、亞莉克斯·賈西亞、荒木雅子
- 《新網球王子OVA vs Genius10》：不二周助、龍崎櫻乃、柳蓮二（幼年）
- 《星光少女：極光之夢》：春音艾菈、中文主題曲及插曲演唱
- 《星光少女：美夢成真》：志志美果鈴、彩暻、中文主題曲及插曲演唱
- 《星光少女 彩虹舞台》：小鳥遊音羽、森園若菜、凜音、中文主題曲演唱
- 《星光樂園》：雷歐那·威斯特、法露璐、奈央、真中音
- 《武器種族傳說》：希絲卡
- 《羅馬浴場 動畫版》
- 《舞力四射》：音咲花音
- 《灣岸競速》：大田理香子、朝倉惠理子、井上美香
- 《超元氣三姊妹》：丸井一葉、杉崎美空
- 《鐵道小英雄》：菈迪亞公主
- 《新小婦人》
- 《龍龍與忠狗TV版》：小蓮(MOMO台版本)
- 《龍龍與忠狗精華篇》：小蓮
- 《龍龍與忠狗劇場版》：小蓮
- 《新魯賓遜漂流記精華篇》：達姆達姆
- 《草原上的小天使精華篇》
- 《萬里尋母精華篇》
- 《小公主莎拉精華篇》
- 《苦兒流浪記精華篇》
- 《七海小英雄精華篇》
- 《牧場上的小乖乖精華篇》
- 《小婦人精華篇》
- 《小安娜精華篇》
- 《可愛的露西精華篇》
- 《小蜜蜂 勇氣的旋律》
- 《閃躍吧！星夢☆頻道》：萌黃繪萌、黑川鈴、菈比莉、七星艾菈、幸瀨鳴、激川唯、中文主題曲和中文插曲演唱
- 《龍與雀斑公主》：內藤鈴／小鈴／貝兒、吉谷
- 《鈴芽之旅》：岩戶鈴芽[7]

### 歐美韓動畫
- 《火焰傳奇》：李妻
- 《爸媽我有問題》
- 《布布托》：布布辛
- 《巧手小天王》：小娜
- 《美味小天王》：小娜
- 《閃亮益智秀》：小猴摩卡
- 《韓媽媽熱線》：小帆、里歐
- 《夢想畫家小哈洛》：小哈洛
- 《凱爾斯的秘密》：布倫丹
- 《薑餅茉莉》：茉莉
- 《薑餅茉莉2夏秋篇》：茉莉
- 《熱氣球飛行日記》：奧斯卡
- 《奇雞冒險王》：卡利托
- 《新鬼馬小精靈》：嫚塔
- 《宇宙量子隊》：羅比
- 《頑皮小嘟嘟》：帕娜
- 《艾拉出奇招》：艾拉
- 《瑪婷這一班》：瑪婷
- 《聰明紙片豬》：小豬
- 《探險任意門》：西哩
- 《魔髮小道士》：妙仙、沙比
- 《豬小妹奧莉薇》：小安
- 《小驢阿力》：莫莫
- 《鼠鴨一家親》：愛咪
- 《亞瑟小子》：蘭欣
- 《反斗天使》：安安
- 《消防嘟嘟車》：DJ
- 《QQ動物世界》
- 《迷你聖經》
- 《巴黎夜貓》
- 《三寶神探》
- 《嘰哩咕與伙伴》
- 《原來如此的故事》

### 特攝片
| 播映年份 | 作品名稱                        | 配演角色                                        | 角色演員                                              | 首播平台 | 備註   |
| -------- | ------------------------------- | ----------------------------------------------- | ----------------------------------------------------- | -------- | ------ |
| 2010     | 侍戰隊真劍者VS轟音者 銀幕BANG!! | 花織琴羽 樓山早輝 蹦波 小熊RV 薄皮太夫 護星粉紅 | 森田涼花 逢澤莉娜 中川亞紀子 井上美紀 朴璐美 佐藤里香 | 卡通頻道 | 劇場版 |
| 2022     | 新·超人力霸王                   | 淺見弘子                                        | 長澤雅美                                              | 院線上映 | 劇場版 |

### 長片
- 《羅馬浴場2》：山越真實 (上戶彩飾)
- 《阿信(電影版)》：阿信（國台語版本）
- 《魔女宅急便》：琪琪
- 《勝者為王 (古惑仔)》：美玲(舒淇飾，2015年配音版本)
- 《我的意外爸爸》：野野宮慶多
- 《那夜凌晨，我坐上了旺角開往大埔的紅VAN》：Yuki
- 《神秘寶盒》：諾亞‧瓦爾德
- 《三分之一：逆轉賭局》：麻里安 (中島美嘉飾)
- 《十二生肖》：Bonnie (張藍心飾)
- 《雙面君王》：思月(沈恩敬飾)
- 《晚孃上部：戀慾》
- 《晚孃下部：罪色》
- 《蠍子》
- 《殺人草莓夜》：內田貴代
- 《謝罪大王》
- 《丐世英雄》
- 《武士的菜單》：今井佐代
- 《推理要在晚餐後》：藤堂凜子
- 《慾望豪門》：依娃
- 《獵殺對戰》：百荷

### 電影
- 《米芽米咕人》

### 韓劇
- 《諜海戀人》：趙秀妍
- 《撲通撲通LOVE》：張丹菲、蔣英實